# Manfred Curry
Manfred Curry (* 11. Dezember 1899 in München; † 13. Februar 1953 in Landsberg am Lech) war ein deutschamerikanischer Arzt, Erfinder, Segler und Buchautor. Curry wohnte eine lange Zeit seines Lebens als US-amerikanischer Staatsbürger in Riederau, einem Ortsteil von Dießen am Westufer des Ammersees.

## Segler und Konstrukteur

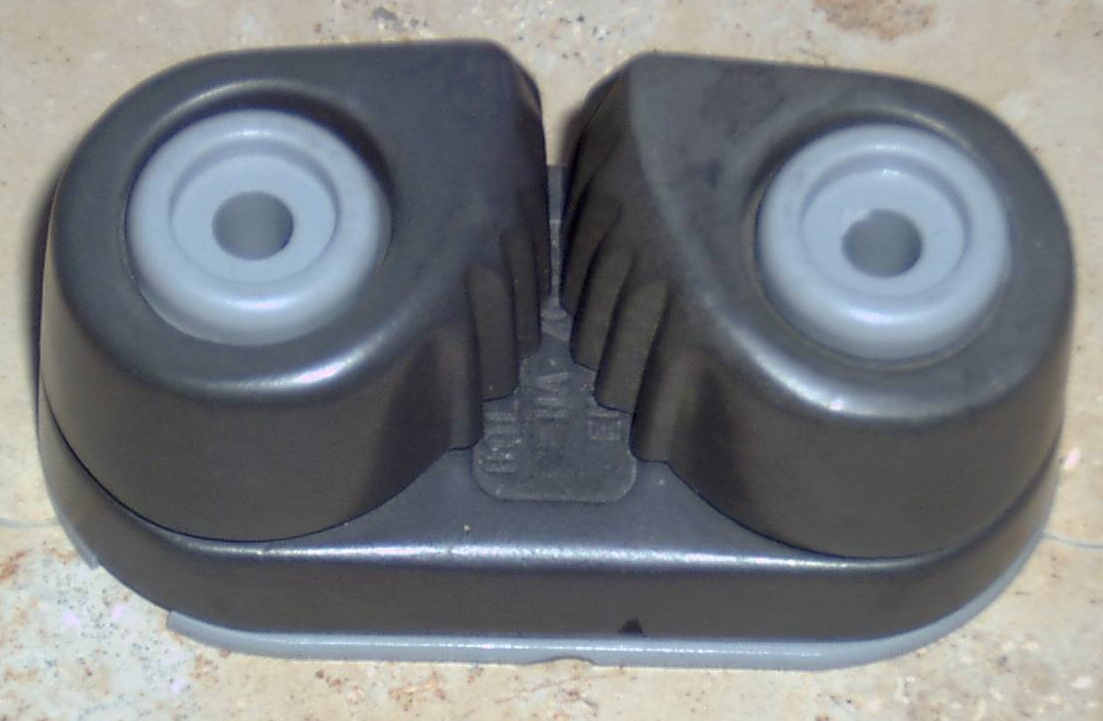
Die nach Manfred Curry benannte Curryklemme

Manfred Curry nahm nach eigenen Angaben an rund 1.400 Segelregatten teil, von denen er einen großen Teil gewonnen haben soll.
Seine Erfolge sind einerseits auf die überlegene Konstruktion seiner Boote zurückzuführen, andererseits auf sein außerordentliches Talent, wechselnde Windverhältnisse frühzeitig zu erkennen und taktisch auszunutzen. Curry trat außerdem fast nur in Bootsklassen an, in denen Bauvorschrift und Regatta-Reglement konstruktive Gestaltungsmöglichkeiten erlaubten (siehe auch Konstruktionsklasse).
1928 startete Curry bei den Segelwettbewerben der Olympischen Spiele für die USA. Er belegte im 12-Fuß-Dinghy den 10. und in der 8-Meter-Klasse den 6. Platz.
Curry führte zahlreiche zukunftsweisende Experimente durch, um Schnitt und Profil von Segeln zu verbessern und die Strömungsverhältnisse zu optimieren. Er stellte unter anderem Versuche im Windkanal des Flugzeugherstellers Junkers an und wies die Überlegenheit seines „durchgelatteten Großsegels“ nach, bei dem das Segel nach dem Vorbild von Vogelflügeln durch Segellatten profiliert wird.
Sein Buch Die Aerodynamik des Segels und die Kunst des Regatta-Segelns (1925), das er nach eigenen Angaben im Alter von achtzehn Jahren verfasste, wurde ab den 1920er Jahren in viele Sprachen übersetzt. Im Rückblick einer Neuauflage von 1949 kann Curry mit Genugtuung feststellen: „Viele Vorschläge, die ich in der ersten Auflage dieses Buches machte, so z. B. die Marconi Takelage, die Genua-Fock, der Kugel-Spinnaker, der sogenannte Platten-Großbaum (Park Avenue boom, der in den Goldpokal-Regatten zwischen England und Amerika Verwendung fand), drehbare Masten, gewölbte und anstellbare Schwerter (angewandt bei den Inland scows) fanden weitgehende Verwendung“.
Auch seine Bootsrümpfe entwarf Manfred Curry nach aerodynamischen und hydrodynamischen Gesichtspunkten. Seine 20-m²-Rennjolle Aero von 1929 und die Weiterentwicklung Aero II von 1936 genießen noch heute wegen zahlreicher Innovationen einen legendären Ruf.

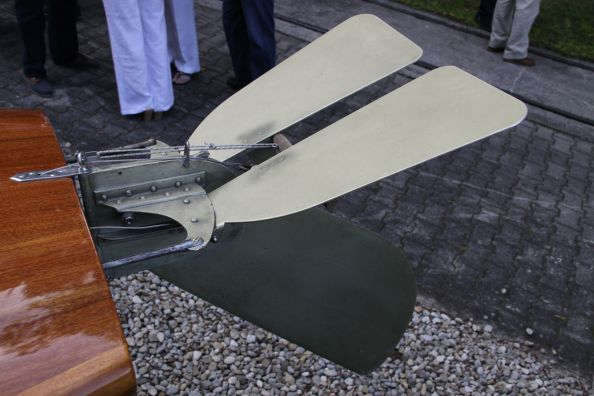
Curry-Bremse an der AERO II

Nach ihm benannt wurde die Curryklemme, eine Vorrichtung zum schnellen Festklemmen (Belegen) und Lösen von Schoten. Eine weitere Erfindung, die sich in der Regattatechnik aber nicht durchsetzen konnte, war die Curry-Bremse, eine Konstruktion am Heck des Bootes zum taktischen Bremsen in speziellen Regattasituationen.

### Patente und das Curry-Landskiff

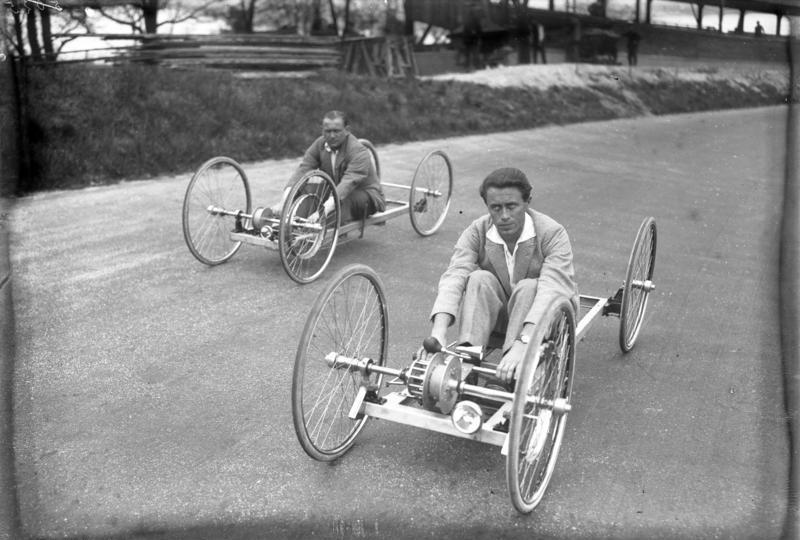
Unverkleidete Landskiff-Fahrzeuge (1927)

Zusammen mit Carl August Bembé erfand Curry einen gewölbten „Großbaum für Segelboote“; das deutsche Patent Nr. 401658 wurde hierfür am 1. Dezember 1923 erteilt. Neben Verbesserungen in Segelsport interessierten Manfred Curry auch der Segelflug und nach aerodynamischen Prinzipien konstruierte Fahrräder. Ein „Landskiff“ genanntes Velomobil soll er sich 1926 patentiert haben lassen. Dieses Radfahrzeug wird durch ruderartige Bewegungen von den auf Rollsitzen sitzenden Fahrern angetrieben, die sich mit den Händen an verschiebbaren Stangen in den Fahrzeugseitenwänden festhalten; die Schiebebewegung dieser Zugorgane wird über Freilaufgetriebe und Rückholfeder in eine Drehbewegung der Hinterradachse umgewandelt (Schweiz. Hauptpatent Nr. 118589, eingereicht am 19. März 1926). Currys „Einrichtung zur Ermittlung des eintretenden Wetters“, welche die Wirkung von Stoffen ausnutzt, die „sich in Abhängigkeit von Feuchtigkeit und Temperatur verfärben“, wurde zum 15. Oktober 1934 patentiert (Österreichisches Patent Nr. 140831); dabei handelt es sich um eine Verbesserung des Anzeigemechanismus mit zwei gegeneinander drehbaren Skalen, die Hinweise auf Luftdruckänderung und Windrichtung geben sollen.

## Curry als Arzt
Um 1930 promovierte Curry in München zum Thema „Myom und Altersbild“.
Mitte der 1940er Jahre gründete er in Riederau das American Bioclimatic Research Institute, welches nach seinem frühen Tod von seiner Witwe Maude Hester-Curry als Manfred-Curry-Klinik weitergeführt wurde.

### „Bioklimatik“
Als Arzt und Wissenschaftler beschäftigte sich Curry unter anderem mit Radiästhesie (s. Currynetz) und „Bioklimatik“. Eine auf die medizinischen Aspekte der Bioklimatik gegründete Typenlehre des Menschen findet vornehmlich in der Alternativmedizin Beachtung. Über den ursprünglichen bioklimatischen Themenbereich hinaus wird diese Typenlehre zum Verständnis individueller gesundheitlicher Verträglichkeiten und Bedürfnisse herangezogen; auch eine Partnerschaftsvermittlung beruft sich auf sie.

### Currynetz
Als „Currynetz“ wird von Rutengängern und anderen Radiästheten ein auf Manfred Curry zurückgehendes Diagonalgitternetz von Feldlinien (oder „Erdstrahlen“) bezeichnet, welches in regelmäßigen Abständen über die gesamte Erde verlaufen soll. Bei einer Gitterbreite von rund 3 m und einer Ausrichtung in NO-SW- und in NW-SO-Richtung soll das Netz, abhängig von Zeit und Wetter, unterschiedlich polarisiert sein. Die Existenz derartiger Strahlenphänomene war schon früher zumindest stark umstritten und gilt heute weitgehend als widerlegt.

## Schriften
- Die Aerodynamik des Segels und die Kunst des Regatta-Segelns. Jos. C. Huber, Diessen vor München 1925.
- Myom und Altersbild. (Dissertation.) Bayerische Druck- und Verlagsanstalt, München 1930.
- Wind und Wasser. F. Bruckmann, München 1930.
- Regatta-Taktik in Frage und Antwort. Klasing, Berlin 1932. / als Reprint der Erstausgabe: Delius-Klasing, Bielefeld 2000, ISBN 3-7688-1171-9.
- Flug und Wolken. F. Bruckmann, München 1934.
- Schönheit des Eislaufs. Paul Franke, Berlin 1934.
- Bioklimatik. Die Steuerung des gesunden und kranken Organismus durch die Atmosphäre. (2 Bände) Oldenbourg, München 1946.
- Regatta-Segeln. Die Aerodynamik der Segel. 5. Auflage, Schweizer Druck- und Verlagshaus, Zürich 1949. (erweiterte Neuauflage des 1925 bei Huber erschienen Die Aerodynamik des Segels und die Kunst des Regatta-Segelns) / als Reprint der 6. Auflage von 1960: Delius-Klasing, Bielefeld 1994, ISBN 3-7688-0854-8.
- Der Schlüssel zum Leben. Das Geheimnis der Anziehungskraft zwischen zwei Menschen. Schweizer Druck- und Verlagshaus, Zürich 1949.
- Wolken, Wind und Wasser. Schweizer Druck- und Verlagshaus, Zürich 1951.

## Ehrungen
Manfred Curry wurde von World Sailing in die Hall of Fame aufgenommen.
In Riederau erinnert der Straßenname Curry-Park an ihn.